# Хрисопрас
Хрисопрас или хризопрас је драги камен из ред калцедона. Садржи силикатне материјале мале количине никла. Најћешће је боје зелене јабуке, али варира и до тамнозелене. У тамнијој варијанти Хрисопрас се такође назива и праса. 
Хрисопрас је криптокристал, што значи да се састоји од финих кристала, тако да се могу видети различите честице под нормалним увећањем. 
Назив Хрисопрас потиче од грчких речи грч. χρυσος хрисос - злато и грч. πρασινον прасинон - зелено.
Главна налазишта хризопраса налазе се у Западној Аустралији, Квинсленду, Немачкој, Пољској, Русији, Аризони, Калифорнији, Бразилу и Србији (на Косову и Метохији). 